# Canton de Savigny-sur-Orge
Le canton de Savigny-sur-Orge est une circonscription électorale française française située dans le département de l'Essonne et la région Île-de-France.
À la suite du redécoupage cantonal de 2014, les limites territoriales du canton sont remaniées. Le nombre de communes du canton passe d'une fraction de commune à 3.

## Géographie
| Type d'occupation           | Pourcentage | Superficie (en hectares) |
| --------------------------- | ----------- | ------------------------ |
| Espace urbain construit     | 88,8 %      | 616,52                   |
| Espace urbain non construit | 9,2 %       | 64,02                    |
| Espace rural                | 2,0 %       | 13,98                    |
| Source : Iaurif             |             |                          |

Le canton de Savigny-sur-Orge est organisé autour de la commune de Savigny-sur-Orge dans l'arrondissement de Palaiseau. Son altitude varie entre trente-trois mètres et quatre-vingt-dix-neuf mètres à Savigny-sur-Orge, pour une altitude moyenne de quarante-cinq mètres.

## Historique
En 1964, dans l'ancien département de Seine-et-Oise fut créé un canton de Savigny-sur-Orge qui comprenait les communes d'Épinay-sur-Orge, Morsang-sur-Orge, Savigny-sur-Orge et Villemoisson-sur-Orge.
Le canton de Savigny-sur-Orge, division de l'actuel département de l'Essonne, fut créé par le décret no 67-589 du 20 juillet 1967, il regroupait à l'époque les communes de Savigny-sur-Orge et Morangis. Le canton fut modifié par le décret no 85-83 du 24 janvier 1985 en perdant la commune de Morangis au profit du canton de Chilly-Mazarin et une partie du territoire de Savigny-sur-Orge au profit du canton de Juvisy-sur-Orge.
Par décret du 24 février 2014, le nombre de cantons du département est divisé par deux, avec mise en application aux élections départementales de mars 2015. Le canton de Savigny-sur-Orge est conservé et s'agrandit. Il passe d'une fraction de commune à 3 communes.

## Représentation

### Représentation avant 2015
| Période | Période           | Identité            | Étiquette | Qualité                                                                              |
| ------- | ----------------- | ------------------- | --------- | ------------------------------------------------------------------------------------ |
| 1964    | 1967              | Geneviève Rodriguez | PCF       | Maire de Morsang-sur-Orge (1965-1996) Suppléante de Pierre Juquin                    |
| 1967    | 1980 (décès)      | Raymond Brosseau    | PCF       | Préparateur en pharmacie Maire de Savigny-sur-Orge (1971-1980), sénateur (1975-1977) |
| 1980    | 1982 (annulation) | Michel Bockelandt   | PCF       | Maire de Savigny-sur-Orge (1980-1983)                                                |
| 1983    | 1993 (démission)  | Jean Marsaudon      | RPR       | Ingénieur Maire de Savigny-sur-Orge (1983-2008)                                      |
| 1993    | 2005 (décès)      | Simone Dussart      | UDF       | Adjointe au maire de Savigny-sur-Orge                                                |
| 2006    | 2015              | Éric Mehlhorn       | UMP       | Cadre Adjoint au maire de Savigny-sur-Orge                                           |

#### Résultats électoraux
Élections cantonales, résultats des deuxièmes tours :
- Élections cantonales de 1994 : 52,10 % pour Simone Dussart (UDF), 47,90 % pour Élisabeth Roze des Ordons (PS), 52,47 % de participation[5].
- Élections cantonales de 2001 : 58,55 % pour Simone Dussart (UDF), 41,45 % pour Élisabeth Roze des Ordons (PS), 43,69 % de participation[6].
- Élections cantonales partielles de 2006 : 51,43 % pour Éric Mehlhorn (UMP), 48,57 % pour Jean-Marc Defremont (PS), 35,06 % de participation[7].
- Élections cantonales de 2008 : 50,83 % pour Éric Mehlhorn (UMP), 49,17 % pour Jean-Marc Defremont (PS), 44,24 % de participation[8].

### Représentation depuis 2015
| Période élective | Période élective | Mandat | Mandat   | Identité           | Nuance | Nuance | Qualité |
| ---------------- | ---------------- | ------ | -------- | ------------------ | ------ | ------ | --- |
| 2015             | 2021             | 2015   | 2021     | Éric Mehlhorn      |        | LR     | Cadre Maire de Savigny-sur-Orge (2014-2020) 11e Vice-président délégué au patrimoine départemental Président du groupe "Ensemble pour l'Essonne"        |
| 2015             | 2021             | 2015   | 2021     | Brigitte Vermillet |        | LR     | Attachée de direction Conseillère municipale de Morangis (maire depuis 2020) 12e Vice-présidente déléguée au développement durable et à l'environnement |
| 2021             | 2028             | 2021   | en cours | Alexis Teillet     |        | DVD    | Maire de Savigny-sur-Orge (depuis 2021) Conseiller départemental délégué aux nouvelles mobilités                                                        |
| 2021             | 2028             | 2021   | en cours | Brigitte Vermillet |        | LR     | 6ème Vice-présidente en charge du patrimoine, de la stratégie et la valorisation des Domaines départementaux                                            |

### Résultats détaillés

#### Élections de mars 2015
À l'issue du 1er tour des élections départementales de 2015, deux binômes sont en ballottage : Éric Mehlhorn et Brigitte Vermillet (Union de la Droite, 33,78 %) et Michel Fesler et Audrey Guibert (FN, 26,76 %). Le taux de participation est de 46,93 % (16 949 votants sur 36 117 inscrits) contre 47,42 % au niveau départemental et 50,17 % au niveau national.
Au second tour, Éric Mehlhorn et Brigitte Vermillet (Union de la Droite) sont élus avec 68,21 % des suffrages exprimés et un taux de participation de 46,22 % (10 114 voix pour 16 692 votants et 36 117 inscrits).

#### Élections de juin 2021
Le premier tour des élections départementales de 2021 est marqué par un très faible taux de participation (33,26 % au niveau national). Dans le canton de Savigny-sur-Orge, ce taux de participation est de 29,45 % (10 264 votants sur 34 854 inscrits) contre 30,18 % au niveau départemental. À l'issue de ce premier tour, deux binômes sont en ballottage : Ludovic Briey et Zohra Toualbi (Union à gauche avec des écologistes, 27,2 %) et Alexis Teillet et Brigitte Vermillet (LR, 26,84 %).
Le second tour des élections est marqué une nouvelle fois par une abstention massive équivalente au premier tour. Les taux de participation sont de 34,36 % au niveau national, 32,47 % dans le département et 31,9 % dans le canton de Savigny-sur-Orge. Alexis Teillet et Brigitte Vermillet (LR) sont élus avec 61,95 % des suffrages exprimés (6 507 voix pour 11 121 votants et 34 863 inscrits),,. 

## Composition

### Composition avant 2015

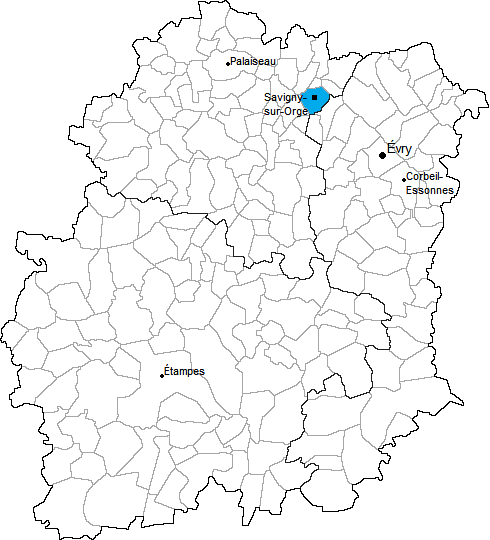
Situation du canton dans le département de l'Essonne avant 2015

Le canton de Savigny-sur-Orge comptait une fraction de la commune de Savigny-sur-Orge située à l'ouest de l'axe de la rue Ampère, la rue Jenner[Lequel ?], l'avenue des Tilleuls, l'avenue Robert Leuthreau, l'avenue de Longjumeau, l'avenue des Palombes, le boulevard Aristide Briand, l'avenue Mistral, l'avenue Carnot, la rue des Vergers, la rue de la Vanne, l'avenue des Belles Fontaines, la rue de la Montagne Pavée et la voie ferrée de la ligne C du RER.

### Composition depuis 2015
Le canton comprend désormais trois communes entières.
| Nom                                      | Code Insee | Intercommunalité         | Superficie (km2) | Population (dernière pop. légale) | Densité (hab./km2) | Modifier                                    |
| ---------------------------------------- | ---------- | ------------------------ | ---------------- | --------------------------------- | ------------------ | ------------------------------------------- |
| Savigny-sur-Orge (bureau centralisateur) | 91589      | Métropole du Grand Paris | 6,97             | 37 775 (2022)                     | 5 420              | modifier les données · modifier les données |
| Morangis                                 | 91432      | Métropole du Grand Paris | 4,80             | 13 773 (2022)                     | 2 869              | modifier les données · modifier les données |
| Wissous                                  | 91689      | CA Paris-Saclay          | 9,11             | 6 924 (2022)                      | 760                | modifier les données · modifier les données |
| Canton de Savigny-sur-Orge               | 9117       |                          | 20,88            | 58 472 (2022)                     | 2 800              | modifier les données                        |

## Démographie

### Démographie avant 2015

#### Évolution démographique
| 1968 | 1975 | 1982 | 1990   | 1999   | 2006   | 2011   | 2012   |
| ---- | ---- | ---- | ------ | ------ | ------ | ------ | ------ |
| -    | -    | -    | 25 192 | 27 690 | 28 382 | 28 341 | 28 326 |

#### Pyramide des âges
| Hommes | Classe d’âge | Femmes |
| ------ | ------------ | ------ |
| 0,3    | 90 ans ou +  | 1,1    |
| 5,7    | 75 à 89 ans  | 9,5    |
| 11,5   | 60 à 74 ans  | 12,2   |
| 20,9   | 45 à 59 ans  | 20,1   |
| 21,9   | 30 à 44 ans  | 20,3   |
| 20,5   | 15 à 29 ans  | 17,9   |
| 19,1   | 0 à 14 ans   | 18,7   |

| Hommes | Classe d’âge | Femmes |
| ------ | ------------ | ------ |
| 0,3    | 90 ans ou +  | 0,8    |
| 4,4    | 75 à 89 ans  | 6,7    |
| 11,3   | 60 à 74 ans  | 11,9   |
| 19,9   | 45 à 59 ans  | 20,0   |
| 21,9   | 30 à 44 ans  | 21,4   |
| 20,6   | 15 à 29 ans  | 19,2   |
| 21,7   | 0 à 14 ans   | 20,0   |

### Démographie depuis 2015
En 2022, le canton comptait 58 472 habitants, en évolution de +1,61 % par rapport à 2016 (Essonne : +2,89 %, France hors Mayotte : +2,11 %).
| 2013   | 2018   | 2022   |
| ------ | ------ | ------ |
| 56 805 | 57 488 | 58 472 |

## Économie

### Emplois, revenus et niveau de vie
| Répartition des emplois par catégories socioprofessionnelles en 2006. |              |                                           |                                                   |                            |                          |                           |
|                                                                       | Agriculteurs | Artisans, commerçants, chefs d'entreprise | Cadres et professions intellectuelles supérieures | Professions intermédiaires | Employés                 | Ouvriers                  |
| Canton de Savigny-sur-Orge                                            | 0,1 %        | 8,3 %                                     | 15,1 %                                            | 26,8 %                     | 33,8 %                   | 15,9 %                    |
| Département de l'Essonne                                              | 0,2 %        | 4,5 %                                     | 22,1 %                                            | 27,7 %                     | 27,6 %                   | 17,9 %                    |
| Moyenne nationale                                                     | 2,2 %        | 6,0 %                                     | 15,4 %                                            | 24,6 %                     | 28,7 %                   | 23,2 %                    |
| Répartition des emplois par secteurs d'activités en 2006.             |              |                                           |                                                   |                            |                          |                           |
|                                                                       | Agriculture  | Industrie                                 | Construction                                      | Commerce                   | Services aux entreprises | Services aux particuliers |
| Canton de Savigny-sur-Orge                                            | 0,6 %        | 7,5 %                                     | 8,3 %                                             | 9,5 %                      | 11,8 %                   | 8,9 %                     |
| Département de l'Essonne                                              | 0,8 %        | 11,5 %                                    | 6,1 %                                             | 15,4 %                     | 18,8 %                   | 6,4 %                     |
| Moyenne nationale                                                     | 3,5 %        | 15,2 %                                    | 6,4 %                                             | 13,3 %                     | 13,3 %                   | 7,6 %                     |
| Sources : Insee,                                                      |              |                                           |                                                   |                            |                          |                           |